# Saito Masaki (1980)
Masaki Saito (sinh ngày 23 tháng 6 năm 1980) là một cầu thủ bóng đá người Nhật Bản.

## Sự nghiệp câu lạc bộ
Masaki Saito đã từng chơi cho Tokyo Verdy.